# بحيرة كب
بحيرة غابو (بـالعربية: بحيرة كب، بـالفرنسية: بحيرة جابو، بـالفولانية: هورويندو) هي بحيرة ومنطقة أراضي رطبة في ولاية تكانت في موريتانيا. وهو ياخذ الجريان السطحي من هضبة تكانت ويدعم مجموعة من النباتات والحيوانات المحلية، بما في ذلك نخلة التمر ودوم طيبة، وهما نوعان من أنواع النخيل ذات الأهمية الاقتصادية، وتبلدي إصبعي وعدنة (شجرة). كما أنها ملجأ لتماسيح غرب أفريقيا والطيور المهاجرة. عينه كموقع لاتفاقية رامسر في عام 2009.
تاريخيًا، كانت البحيرة والحوض المحيط بها يُعرفان أيضًا باسم تامورت إن ناج (العربية: تمورت والنجا) أو هورويندو، وتعني "رأس المستنقع" في بولار، وكانت بمثابة مأوى لسكان من أفراس النهر.